# Колокольников, Мина Лукич
Мина Лукич Колокольников (1707—1775) — русский художник-портретист XVIII века, представитель семьи тверских крепостных художников Колокольниковых.

## Биография
Учился иконописи и живописи на родине, в городе Осташков в 1720-е годы. Позже переехал в Петербург, где работал под руководством Ивана Никитина, Луи Каравака, а также, возможно, Ивана Вишнякова.

В челобитной к императрице Елизавете Петровне он сообщал о себе: «…отцом моим был отдан для обучения иконописного и живописного художества во Осташкове, коему у разных мастеров несколько пообучился… и обучался живописному художеству у придворного портретного мастера… Ивана Никитина по 1754 год, с сего года у придворного портретного мастера Коровака, а у иконного Василья Василевского»

Вольную получил в 1753 году.
Известен многочисленным сотрудничеством в работах по украшению официальных торжеств (например, коронация Елизаветы Петровны, оформление Царскосельского дворца, триумфальных ворот Елизаветы в Москве, Петербурге и Киеве), оформлении храмов, написании икон. С 1740-х годов становится одним из видных живописцев столицы. Имел там мастерскую, куда входило около 20 учеников, что свидетельствует об объеме работ.
В Москве Мина Колокольников занимался росписями головинского дворца, «поправлял живописным художеством московские триумфальные называемые Красные ворота, а в Санкт-Петербурге… в летних и зимних и Царском Селе дворцах плафоны, також в летнем дворце и в приворотную церковь образа, а в зимнем дворце комнатную воскресения Христова, в Царском Селе того же…»
Впоследствии был определен в помощники к знаменитому живописцу А. П. Антропову. Их манера оказалась настолько сходной, что многие полотна Колокольникова долго приписывались Антропову, и лишь недавно были переатрибутированы.

## Галерея работ

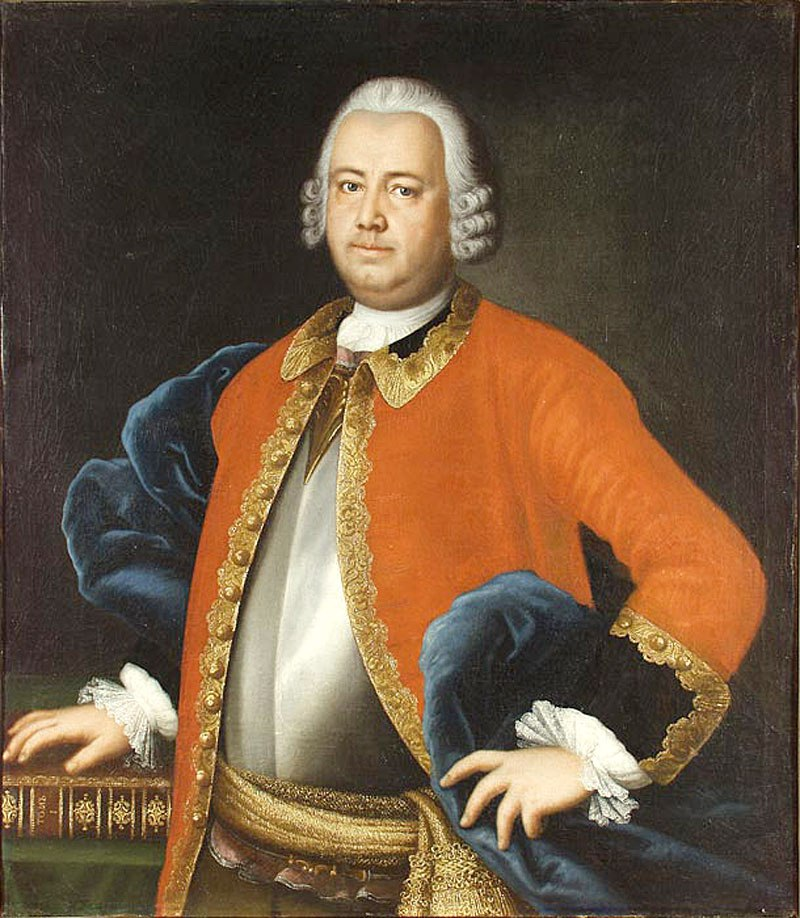
Портрет А. М. Резанова, 1751–1753 гг.
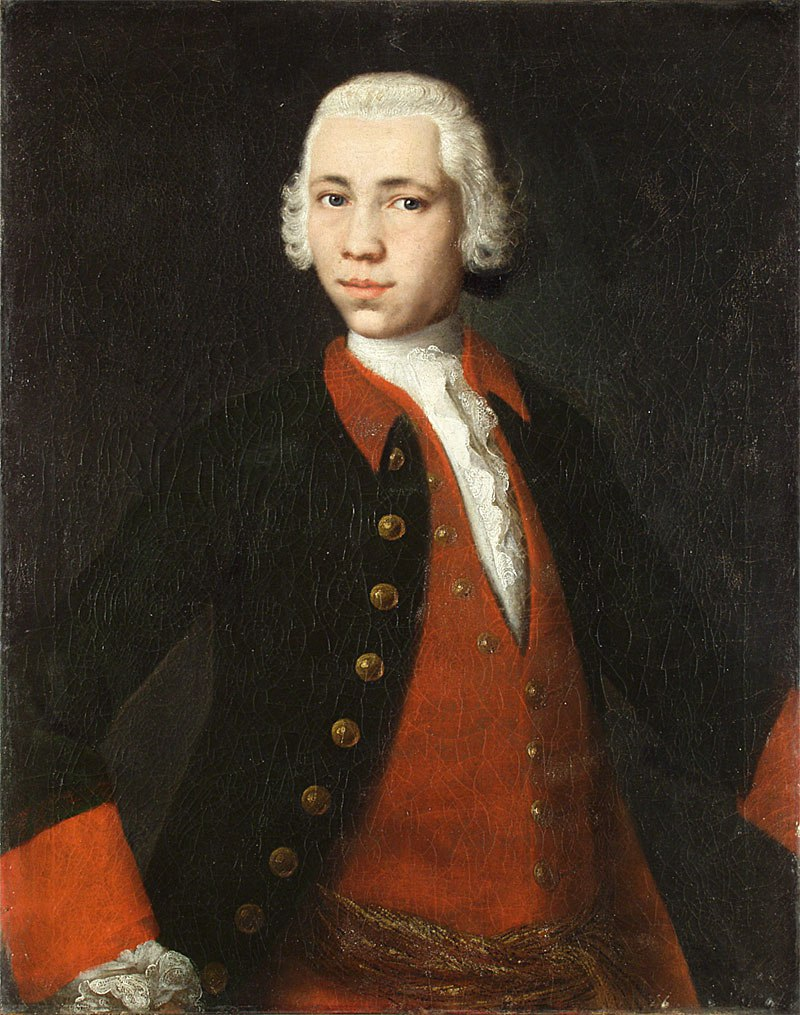
Портрет Д. А. Резанова, 1752 г.
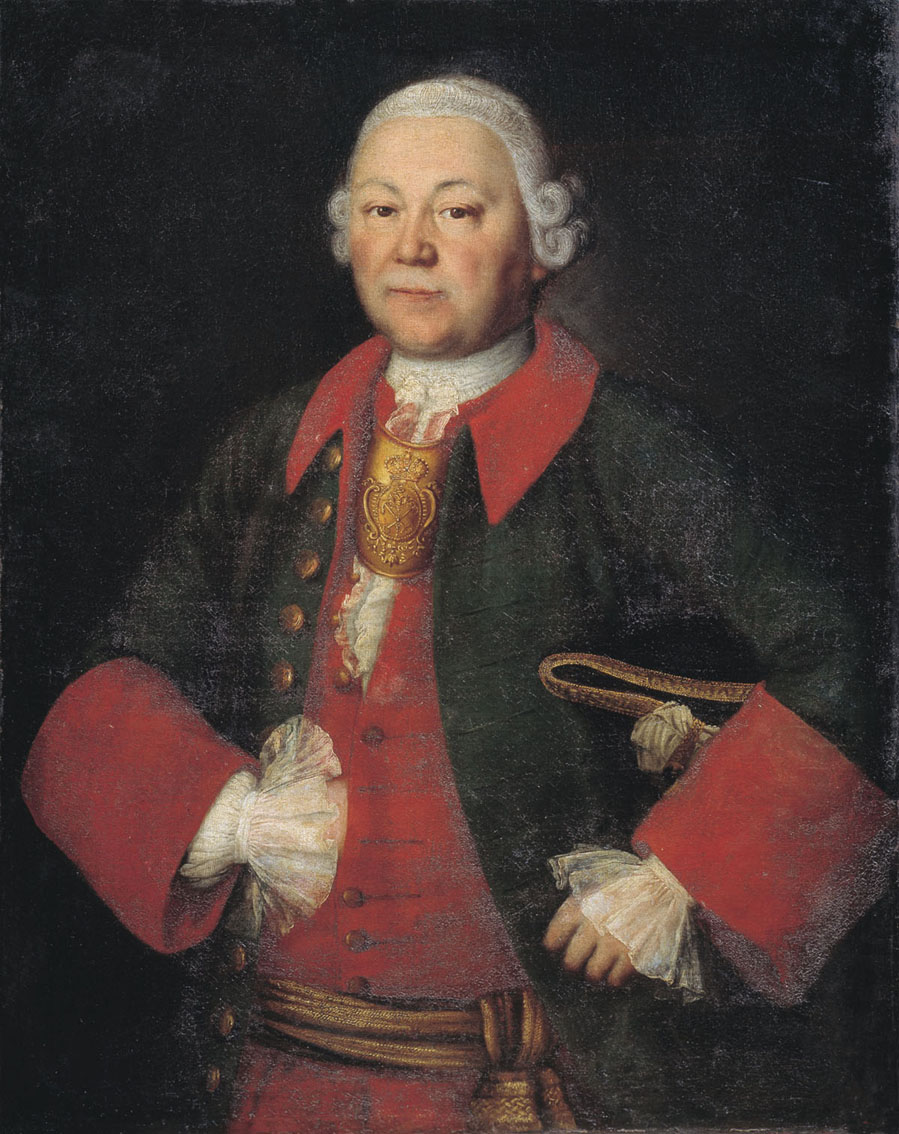
Портрет князя И. Т. Мещерского, 1756 г.
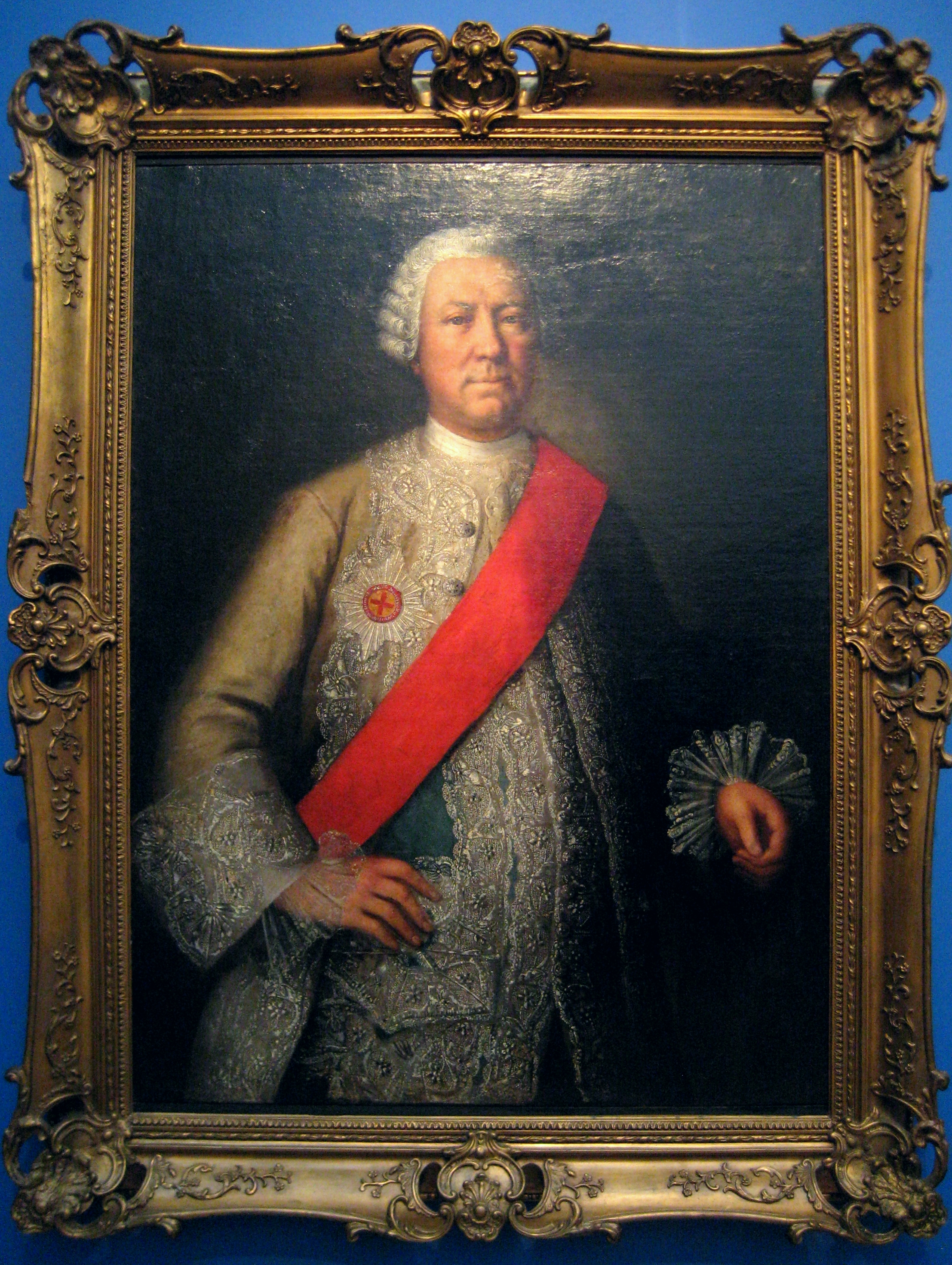
Портрет неизвестного, 1750-е гг.
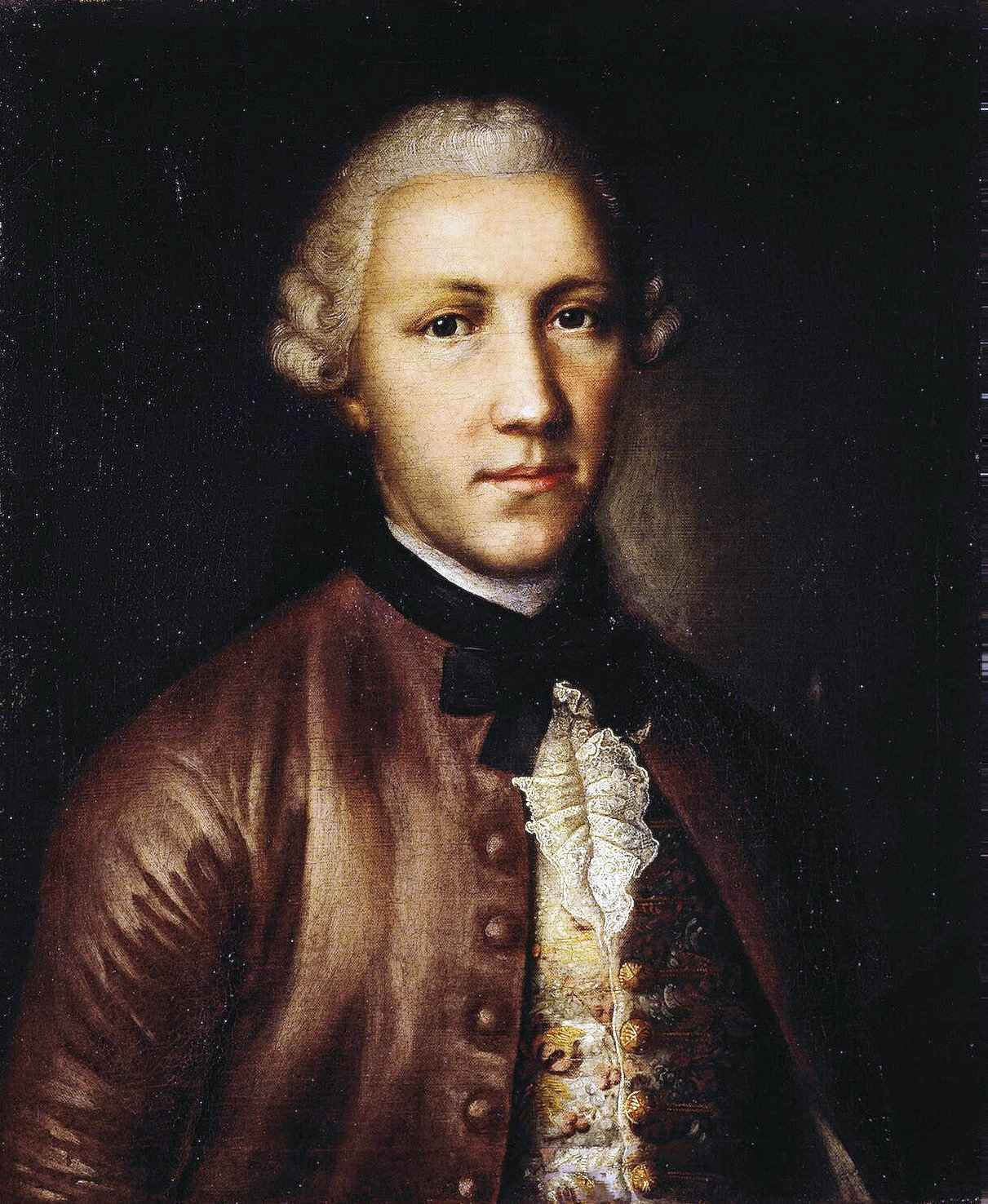
Портрет А. И. Васильева, 1760 г.
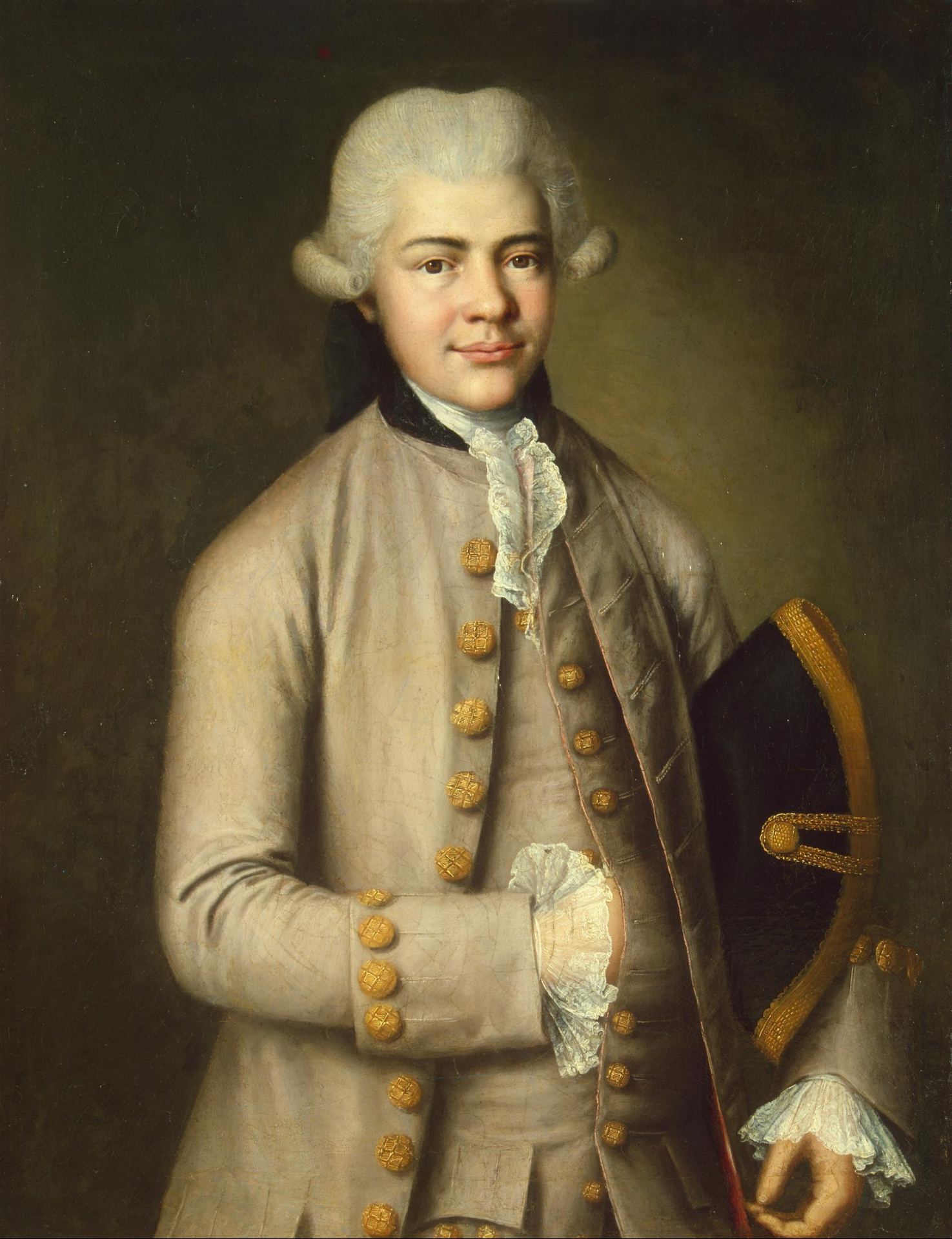
Портрет юноши, 1780-е гг.
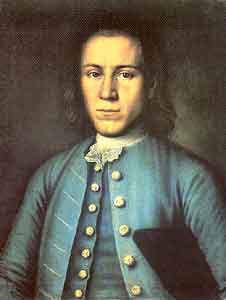
Портрет С. Я. Яковлева, 1730-1740-е гг.
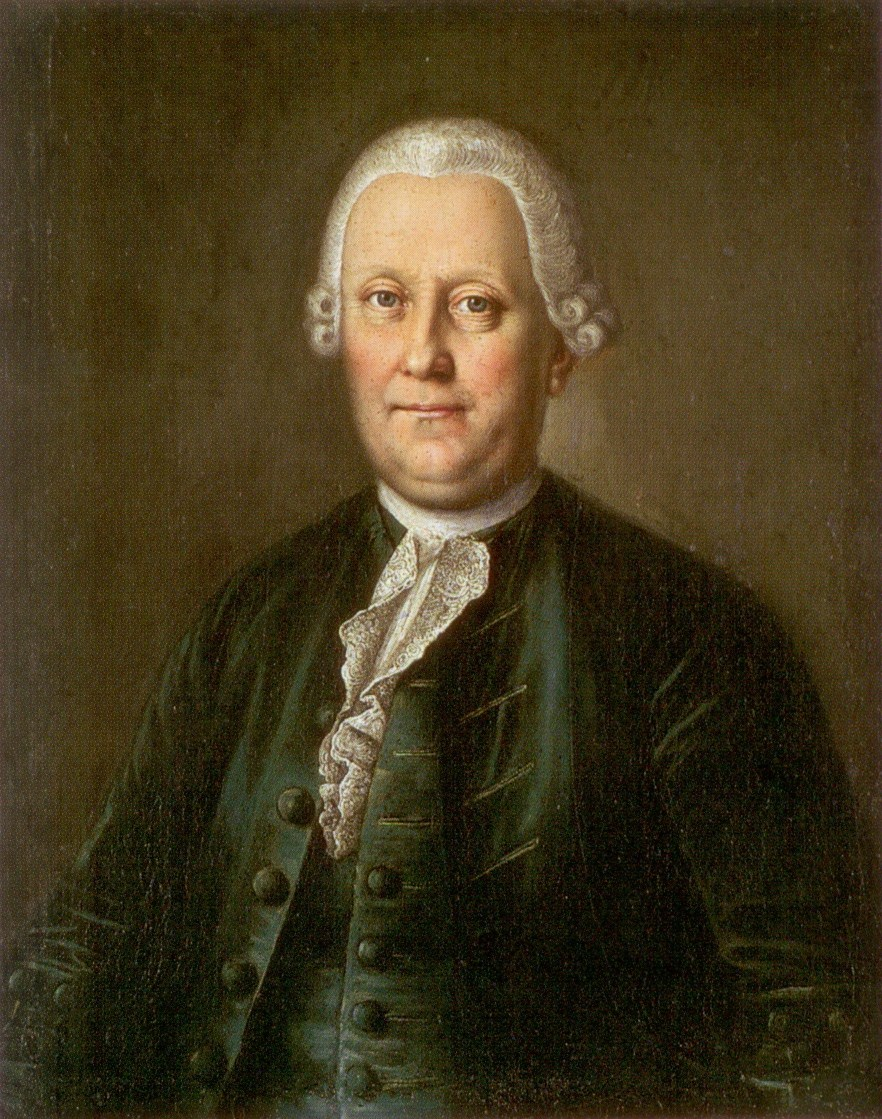
Портрет С. Я. Яковлева, 1750-е гг.
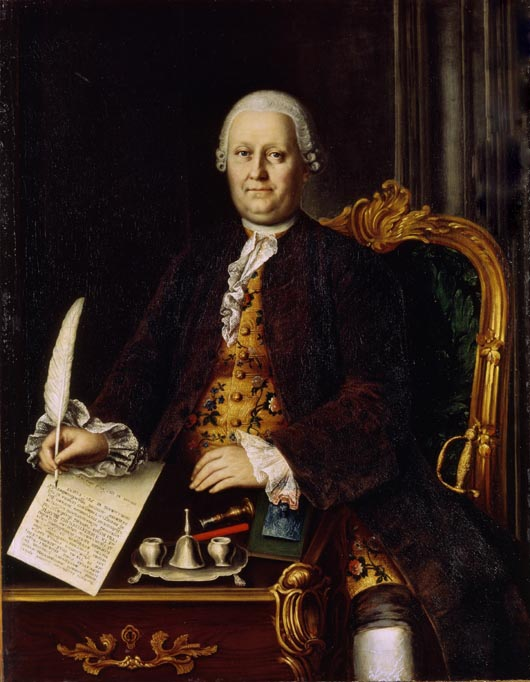
Портрет С. Я. Яковлева, 1767 г.
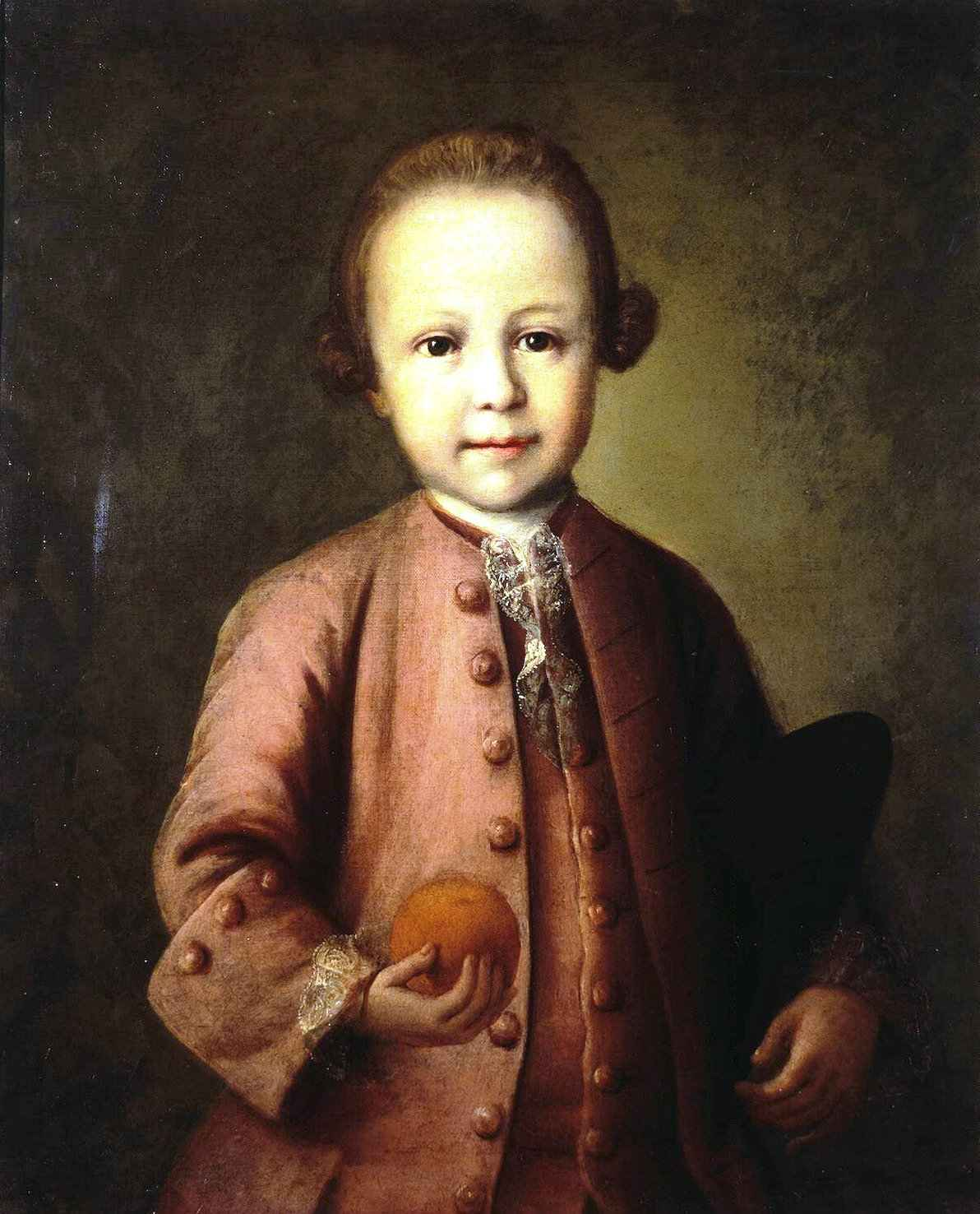
Портрет С. М. Яковлева ребенком, 1770-е гг.